# Delmar (Iowa)
Delmar ist eine Kleinstadt (mit dem Status „City“) im Clinton County im Osten des US-amerikanischen Bundesstaates Iowa. Das U.S. Census Bureau hat bei der Volkszählung 2020 eine Einwohnerzahl von 542 ermittelt.

## Geografie
Delmar liegt im Norden des Clinton County auf 42°00′08″ nördlicher Breite und 90°36′25″ westlicher Länge und erstreckt sich über 1,97 km². Der Ort liegt rund 40 km westlich des Mississippi, der die Grenze zu Illinois bildet. Die Grenze zu Wisconsin befindet sich rund 65 km nördlich. Delmar ist die einzige selbständige Gemeinde in der Bloomfield Township.
Benachbarte Orte von Delmar sind Elwood (11,6 km westlich), Maquoketa (11,3 km nordwestlich), Charlotte (14,3 km ostsüdöstlich) und Welton (10,9 km südlich).
Die nächstgelegenen größeren Städte sind Dubuque (62,8 km nördlich), Rockford in Illinois (153 km ostnordöstlich), die Quad Cities (55 km südwestlich) und Cedar Rapids (106 km westnordwestlich).

## Verkehr
Etwa vier Kilometer westlich der Stadt verläuft in Nord-Süd-Richtung der U.S. Highway 61, durch den Ortskern von Delmar führt in West-Ost-Richtung der Iowa Highway 136. Alle weiteren Straßen sind untergeordnete teils unbefestigte Fahrwege sowie innerörtliche Straßen.
Der nächstgelegene Flugplatz ist der 19,6 km nordwestlich gelegene Maquoketa Municipal Airport; der nächstgelegene größere Flughafen ist der 67,5 km südlich gelegene Quad City International Airport.

## Demografische Daten
Nach der Volkszählung im Jahr 2010 lebten in Delmar 525 Menschen in 213 Haushalten. Die Bevölkerungsdichte betrug 266,5 Einwohner pro Quadratkilometer. In den 213 Haushalten lebten statistisch je 2,46 Personen.
Ethnisch betrachtet setzte sich die Bevölkerung zusammen aus 97,0 Prozent Weißen, 1,5 Prozent Afroamerikanern, 0,2 Prozent amerikanischen Ureinwohnern und 0,2 Prozent Asiaten; 1,1 Prozent stammten von zwei oder mehr Ethnien ab. Unabhängig von der ethnischen Zugehörigkeit waren 1,5 Prozent der Bevölkerung spanischer oder lateinamerikanischer Abstammung.
27,0 Prozent der Bevölkerung waren unter 18 Jahre alt, 57,4 Prozent waren zwischen 18 und 64 und 15,6 Prozent waren 65 Jahre oder älter. 50,3 Prozent der Bevölkerung war weiblich.

Das mittlere jährliche Einkommen eines Haushalts lag bei 49.583 USD. Das Pro-Kopf-Einkommen betrug 21.887 USD. 6,7 Prozent der Einwohner lebten unterhalb der Armutsgrenze.